# Nathan Davis (musicien)
Pour les articles homonymes, voir Nathan Davis et Davis.
Nathan Tate Davis, né le 15 février 1937 à Kansas City (Kansas) et mort le 8 avril 2018,, à Atlantis (Floride), est un musicien et compositeur américain de jazz.

## Carrière
Fils d'une chanteuse de gospel et d'un musicien amateur, Nathan Davis devient professionnel à 16 ans. Jouant des saxophones ténor et soprano, de la clarinette basse et de la flûte, il est également titulaire d'un Ph.D en ethnomusicologie obtenu à l'Université Wesleyenne. De 1969 à 2013, il enseigne la musique et le jazz à l'Université de Pittsburgh, dont il fonde le département jazz.
Il s'installe à Paris en 1962 et l'essentiel de sa carrière de musicien se déroule en Europe. De 1985 à 1989, il dirige le Paris Reunion Band qui comprendra entre autres Nat Adderley, Kenny Drew, Johnny Griffin, Slide Hampton, Joe Henderson, Idris Muhammad, Dizzy Reece, Woody Shaw et Jimmy Woode.

## Discographie

### Comme leader
- 1965 : The Hip Walk (avec Jimmy Woode, Kenny Clarke, Francy Boland, Carmell Jones)
- 1965 : Peace Treaty (avec Woody Shaw, Jean-Louis Chautemps, René Urtreger, Jimmy Woode, Kenny Clarke)
- 1965 : Happy Girl  (avec Woody Shaw, Larry Young, Jimmy Woode)
- 1967 : The Rules of Freedom (avec Hampton Hawes, Jimmy Garrison, Art Taylor)
- 1969 : Jazz Concert in a Benedictine monastery
- 1971 : Makatuka
- 1972 : 6th Sense In The 11th House
- 1976 : Suite for Dr. Martin Luther King
- 1976 : If
- 1982 : Faces of Love
- 1987 : London by Night
- 1996 : Nathan Davis
- 1998 : Two Originals: Happy Girl & Hip Walk
- 1999 : I'm A Fool To Want You
- 2003 : Rules of Freedom
- 2006 : Happy Girl
- 2009 : The Best of 1965-76